# Звід пам'яток історії та культури України: Полтавська область. Лохвицький район
Звід пам'яток історії та культури України: Полтавська область. Лохвицький район — видання у серії публікацій «Звід пам'яток історії та культури України: Полтавська область», про багатство культурно-історичної спадщини, а також про природоохоронні об'єкти, що знаходяться на території Лохвицького району Полтавської області.
В ньому вміщено інформацію про 555 пам'яток та об'єктів культурної спадщини, в їх числі:
- 288 об'єктів археології,
- 244 − історії,
- 23− архітектури,
- 6 − монументального мистецтва,
- 13 − природи,
- 1 − науки

| № пп | Населений пункт      | Назва об'єкту | Тип 1       | Тип 2     | Тип 3       |
| ---- | -------------------- | --- | ----------- | --------- | ----------- |
| 1    | Лохвиця, м           | Дубовий гай — ботанічна пам'ятка природи місцевого значення (природа) | природа     |           | дуби        |
| 2    | Лохвиця, м           | Сосновий парк — ботанічна пам'ятка природи місцевого значення (природа) | природа     |           |             |
| 3    | Лохвиця, м           | Дуб черешчатий — ботанічна пам'ятка природи місцевого значення (природа) | природа     |           | дуби        |
| 4    | Лохвиця, м           | Городище літописного міста Лохвиці давньоруського, післямонгольського та козацького часів (XII—XIV, XVII—XVIII ст.) (археол.) | археологія  |           |             |
| 5    | Лохвиця, м           | Городище-2 та поселення скіфського часу, роменської культури, давньоруського часу (VI — IV ст. до н. е., IX — рубежу Х-ХІ, XII - XIII ст.) (археол.) | археологія  |           |             |
| 6    | Лохвиця, м           | Поселення та безкурганний могильник, епоха бронзи, ранній залізний вік (археол.) | археологія  |           |             |
| 7    | Лохвиця, м           | Рештки Собору Різдва Пресвятої Богородиці (кінець XVIII — перша третина XX ст.) (арх.) | археологія  |           | церква      |
| 8    | Лохвиця, м           | Братська могила радянських воїнів, підпільників, пам'ятний знак полеглим землякам (іст.) | історія     |           | (1941—1945) |
| 9    | Лохвиця, м           | Братська могила радянських воїнів (іст.) | історія     |           | (1941—1945) |
| 10   | Лохвиця, м           | Братська могила радянських воїнів (іст.) | історія     |           | (1941—1945) |
| 11   | Лохвиця, м           | Братська могила радянських воїнів (іст.) | історія     |           | (1941—1945) |
| 12   | Лохвиця, м           | Група могил радянських воїнів (іст.) | історія     |           | (1941—1945) |
| 13   | Лохвиця, м           | Братська могила радянських воїнів (іст.) | історія     |           | (1941—1945) |
| 14   | Лохвиця, м           | Місце розстрілу та братські могили (2) жертв нацизму (іст.) | історія     |           | (1941—1945) |
| 15   | Лохвиця, м           | Місце розстрілу, могили (4) військовополонених, підпільників, жертв нацизму (іст.) | історія     |           | (1941—1945) |
| 16   | Лохвиця, м           | Могила невідомого радянського воїна (іст.) | історія     |           | (1941—1945) |
| 17   | Лохвиця, м           | Могила радянської радистки (іст.) | історія     |           | (1941—1945) |
| 18   | Лохвиця, м           | Пам'ятний знак на честь воїнів 309-ї стрілецької дивізії, які звільнили місто від гітлерівських загарбників (іст.) | історія     |           | (1941—1945) |
| 19   | Лохвиця, м           | Пам'ятний знак (танк Т-54) на честь 50-ї річниці звільнення України від гітлерівських загарбників (іст., техніка) | історія     | техніка   | (1941—1945) |
| 20   | Лохвиця, м           | Могила Героя Соціалістичної Праці Головка Савелія Сидоровича (іст.) | історія     |           | могила      |
| 21   | Лохвиця, м           | Могила Бровара Дмитра Пилиповича (іст.) | історія     |           | могила      |
| 22   | Лохвиця, м           | Могила Горобця Юрія Анатолійовича (іст.) | історія     |           | могила      |
| 23   | Лохвиця, м           | Могила Денисенка Миколи Олексійовича (іст.) | історія     |           | могила      |
| 24   | Лохвиця, м           | Могила Холявко Юхима Федоровича (іст.) | історія     |           | могила      |
| 25   | Лохвиця, м           | Могила Барановського Івана Вікторовича (іст.) | історія     |           | могила      |
| 26   | Лохвиця, м           | Могила Героя Соціалістичної Праці Тарасенка Олексія Трохимовича (іст.) | історія     |           | могила      |
| 27   | Лохвиця, м           | Могила Героя Росії Гапоненка Павла Миколайовича (іст.) | історія     |           | могила      |
| 28   | Лохвиця, м           | Пам'ятник-погруддя Шевченку Тарасу Григоровичу (іст.) | історія     |           | Шевченко    |
| 29   | Лохвиця, м           | Будинок лікарні, в якій працювали заслужені лікарі України Іван Трохимович Калюжка та Олександр Петрович Кириченко (іст.) | історія     |           |             |
| 30   | Лохвиця, м           | Будинок, в якому жив композитор Дунаєвський Ісак Осипович (іст.) | історія     |           |             |
| 31   | Лохвиця, м           | Будинок Лохвицького медичного училища, в якому навчалися Пащенко Олександр Олександрович, Попов Дем'ян Володимирович (іст.) | історія     |           |             |
| 32   | Лохвиця, м           | Місце революційного виступу робітників і селян Лохвицького повіту в 1905 р. (іст.) | історія     |           |             |
| 33   | Лохвиця, м           | Будинок колишнього повітового суду, де проходили засідання по розгляду справ учасників революції 1905—1907 рр. (іст.) | історія     |           |             |
| 34   | Лохвиця, м           | Будинок, в якому знаходились у тюремному ув'язненні письменник А. Ю. Тесленко і учасники революційних виступів 1905—1907 рр. (іст.) | історія     |           |             |
| 35   | Лохвиця, м           | Будинок колишнього земського училища, де проходили засідання підпільної організації РСДРП (іст.) | історія     |           |             |
| 36   | Лохвиця, м           | Будинок, де в грудні 1917 проголошена Радянська влада і обраний перший повітовий ревком (іст.) | історія     |           |             |
| 37   | Лохвиця, м           | Пам'ятний знак комсомольцям 20-х років від комсомольців 60 — років (іст.) | історія     |           | (1918—1921) |
| 38   | Лохвиця, м           | Пам'ятний знак партизанам Лохвиччини (іст.) | історія     |           | (1941—1945) |
| 39   | Лохвиця, м           | Меморіальні дошки на честь Андрієвського Б. Ю., Андрієвського Д. Ю., Дмитренка М. С., Кущинського A.A., Плюйка П. П. (іст.) | історія     |           |             |
| 40   | Лохвиця, м           | Пам'ятні дошки на честь М. І. Туган-Барановського та І. Г. Кравченка-Крюковського (іст.) | історія     |           |             |
| 41   | Лохвиця, м           | Пам'ятні дошки на честь Гончаренка Аверкія Матвійовича, Ханенка Михайла Степановича (іст.) | історія     |           |             |
| 42   | Лохвиця, м           | Меморіальні дошки на честь митрополита Української Автокефальної Православної Церкви Василя Липківського та останнього кошового отамана Запорозької Січі Петра Калнишевського (іст.) | історія     |           |             |
| 43   | Лохвиця, м           | Меморіальні дошки на честь митрополита Казанського та Свіязького (1775—1782) Веніаміна, схиархімандрита Андроніка, протоієрея Миколая (іст.) | історія     |           |             |
| 44   | Лохвиця, м           | Капличка в пам'ять жертв Голодомору 1932—1933 рр. «Всіх скорбних радість» (іст.) | історія     |           | (1932—1933) |
| 45   | Лохвиця, м           | Пам'ятний знак жертвам Голодомору 1932—1933 та політичних репресій (іст.) | історія     |           | (1932—1933) |
| 46   | Лохвиця, м           | Могили жертв Голодомору 1932—1933 рр. (іст.) | історія     |           | (1932—1933) |
| 47   | Лохвиця, м           | Братські могили (3) жертв Голодомору 1932—1933 рр. (іст.) | історія     |           | (1932—1933) |
| 48   | Лохвиця, м           | Будинок, в якому розташовувався штаб Воронезького фронту під командуванням генерала армії М. Ф. Ватутіна (іст.) | історія     |           | (1941—1945) |
| 49   | Лохвиця, м           | Пам'ятна дошка на честь підпільного райкому партії 1941—1942 рр. (іст.) | історія     |           | (1941—1945) |
| 50   | Лохвиця, м           | Будинок санітарно-епідеміологічної служби, в якому працював А. Д. Кириченко (іст.) | історія     |           |             |
| 51   | Лохвиця, м           | Будинок, у якому проживав Герой Росії Павло Миколайович Гапоненко (іст.) | історія     |           |             |
| 52   | Лохвиця, м           | Будинок школи № 2, в якій навчався Герой Росії Павло Миколайович Гапоненко (іст.) | історія     |           |             |
| 53   | Лохвиця, м           | Пам'ятний знак козакам Лохвиччини (іст.) | історія     |           | козаки      |
| 54   | Лохвиця, м           | Пам'ятник Сковороді Григорію Савичу (мист.) | мистецтво   |           |             |
| 55   | Лохвиця, м           | Пам'ятник Леніну Володимиру Іллічу (іст.) | історія     |           | ленін       |
| 56   | Лохвиця, м           | Пам'ятник Тесленку Архипу Юхимовичу (мист.) | мистецтво   |           |             |
| 57   | Лохвиця, м           | Пам'ятний знак воїнам, учасникам бойових дій в Афганістані (іст.) | історія     |           |             |
| 58   | Лохвиця, м           | Пам'ятний знак учасникам ліквідації аварії на Чорнобильській АЕС (іст.) | історія     |           | ЧАЕС        |
| 59   | Лохвиця, м           | Пам'ятники-погруддя Дунаєвському Ісаку Осиповичу, Городовенку Нестору Федоровичу, Пивоварову Григорію Леонтійовичу (іст.) | історія     |           |             |
| 60   | Лохвиця, м           | Церква в ім'я Благовіщення Пресвятої Богородиці (архітектура) | архітектура |           | церква      |
| 61   | Лохвиця, м           | Торгові ряди (архітектура) | архітектура |           |             |
| 62   | Архипівка, с.        | Курганний могильник (археол.) | археологія  |           | курган      |
| 63   | Архипівка, с.        | Курган І (археол.) | археологія  |           | курган      |
| 64   | Архипівка, с.        | Курган II (археол.) | археологія  |           | курган      |
| 65   | Архипівка, с.        | Пам'ятний знак полеглим землякам (іст.) | історія     |           | (1941—1945) |
| 66   | Безсали, с.          | Археологічний комплекс: Городище і селище давньоруського часу, залишки укріпленої садиби-? козацької доби (XII—XIII, XVII—XVIII ст.) (археол.) | археологія  |           |             |
| 67   | Безсали, с.          | Місцезнаходження, ранній залізний вік (археол.) | археологія  |           |             |
| 68   | Безсали, с.          | Курганний могильник І (археол.) | археологія  |           | курган      |
| 69   | Безсали, с.          | Курганний могильник II (археол.) | археологія  |           | курган      |
| 70   | Безсали, с.          | Курганний могильник III (археол.) | археологія  |           | курган      |
| 71   | Безсали, с.          | Курганний могильник IV (археол.) | археологія  |           | курган      |
| 72   | Безсали, с.          | Курганний могильник V (археол.) | археологія  |           | курган      |
| 73   | Безсали, с.          | Курганний могильни VI, майдан (археол.) | археологія  |           | курган      |
| 74   | Безсали, с.          | Курган І (археол.) | археологія  |           | курган      |
| 75   | Безсали, с.          | Курган II (археол.) | археологія  |           | курган      |
| 76   | Безсали, с.          | Курган III (археол.) | археологія  |           | курган      |
| 77   | Безсали, с.          | Курган IV (археол.) | археологія  |           | курган      |
| 78   | Безсали, с.          | Могила радянського воїна, пам'ятний знак полеглим землякам (іст.) | історія     |           | (1941—1945) |
| 79   | Безсали, с.          | Братська могила жертв нацизму (іст.) | історія     |           | (1941—1945) |
| 80   | Безсали, с.          | Пам'ятна дошка на честь Героя Радянського Союзу Єрмака Павла Ілліча (іст.) | історія     |           | (1941—1945) |
| 81   | Безсали, с.          | Пам'ятний знак жертвам Голодомору 1932—1933 рр. (іст.) | історія     |           | (1932—1933) |
| 82   | Безсали, с.          | Будинок двокласної земської школи (архітектура, іст.) | архітектура | історія   |             |
| 83   | Безсали, с.          | Будинок двокласної земської школи (архітектура, іст.) | архітектура | історія   |             |
| 84   | Бербениці, с.        | Археологічний комплекс: городище і селище давньоруського часу (XII—XIII ст.) (археол.) | археологія  |           |             |
| 85   | Бербениці, с.        | Курганний могильник І (археол.) | археологія  |           | курган      |
| 86   | Бербениці, с.        | Курганний могильник II (археол.) | археологія  |           | курган      |
| 87   | Бербениці, с.        | Курганний могильник III (археол.) | археологія  |           | курган      |
| 88   | Бербениці, с.        | Курганний могильник IV (археол.) | археологія  |           | курган      |
| 89   | Бербениці, с.        | Курганний могильник V (археол.) | археологія  |           | курган      |
| 90   | Бербениці, с.        | Курганний могильник VI (археол.) | археологія  |           | курган      |
| 91   | Бербениці, с.        | Курганний могильник VII (археол.) | археологія  |           | курган      |
| 92   | Бербениці, с.        | Курганний могильник VIII (археол.) | археологія  |           | курган      |
| 93   | Бербениці, с.        | Безкурганний могильник (ранній залізний вік) (археол.) | археологія  |           |             |
| 94   | Бербениці, с.        | Курган І (археол.) | археологія  |           | курган      |
| 95   | Бербениці, с.        | Курган II (археол.) | археологія  |           | курган      |
| 96   | Бербениці, с.        | Курган III (археол.) | археологія  |           | курган      |
| 97   | Бербениці, с.        | Курган IV (археол.) | археологія  |           | курган      |
| 98   | Бербениці, с.        | Курган V (археол.) | археологія  |           | курган      |
| 99   | Бербениці, с.        | Курган VI (археол.) | археологія  |           | курган      |
| 100  | Бербениці, с.        | Могила радянського воїна, пам'ятний знак полеглим землякам (іст.) | історія     |           | (1941—1945) |
| 101  | Бербениці, с.        | Могила радянського воїна (іст.) | історія     |           | (1941—1945) |
| 102  | Бербениці, с.        | Місця поховань жертв Голодомору 1932—1933 рр. (іст.) | історія     |           | (1932—1933) |
| 103  | Бербениці, с.        | Пам'ятник-погруддя Чкалову Валерію Павловичу (іст.) | історія     |           |             |
| 104  | Бербениці, с.        | Будинок двокласної земської школи (архітектура, іст.) | архітектура | історія   |             |
| 105  | Бешти, с.            | Курган І (археол.) | археологія  |           | курган      |
| 106  | Білогорілка, с.      | Курганний могильник І (археол.) | археологія  |           | курган      |
| 107  | Білогорілка, с.      | Курганний могильник II (археол.) | археологія  |           | курган      |
| 108  | Білогорілка, с.      | Курганний могильник III (археол.) | археологія  |           | курган      |
| 109  | Білогорілка, с.      | Курганний могильник IV (археол.) | археологія  |           | курган      |
| 110  | Білогорілка, с.      | Курган (археол.) | археологія  |           | курган      |
| 111  | Білогорілка, с.      | Братська могила радянських воїнів, партизанів, пам'ятний знак полеглим землякам (іст.) | історія     |           | (1941—1945) |
| 112  | Білогорілка, с.      | Могили жертв Голодомору 1932—1933 рр. (іст.) | історія     |           | (1932—1933) |
| 113  | Білогорілка, с.      | Могила Ткаченка Володимира Миколайовича (іст.) | історія     |           | могила      |
| 114  | Білогорілка, с.      | Будинок трикласної земської школи (архітектура, іст.) | архітектура | історія   |             |
| 115  | Білогорілка, с.      | Пам'ятник-погруддя Куйбишеву Валер'яну Володимировичу (іст.) | історія     |           |             |
| 116  | Бодаква, с.          | Городище (VIII—X ст.) (археол.) | археологія  |           |             |
| 117  | Бодаква, с.          | Городище та курганний могильник, (X—XIII ст.) (археол.) | археологія  |           |             |
| 118  | Бодаква, с.          | Поселення (III—IV тис. до н. е., неоліт) (арх.) | археологія  |           |             |
| 119  | Бодаква, с.          | Курганний могильник (археол.) | археологія  |           | курган      |
| 120  | Бодаква, с.          | Курган І (археол.) | археологія  |           | курган      |
| 121  | Бодаква, с.          | Курган II (археол.) | археологія  |           | курган      |
| 122  | Бодаква, с.          | Курган III (археол.) | археологія  |           | курган      |
| 123  | Бодаква, с.          | Курган IV (археол.) | археологія  |           | курган      |
| 124  | Бодаква, с.          | Братська могила радянських воїнів, пам'ятний знак полеглим землякам (іст.) | історія     |           | (1941—1945) |
| 125  | Бодаква, с.          | Братська могила радянських воїнів (іст.) | історія     |           | (1941—1945) |
| 126  | Бодаква, с.          | Пам'ятна дошка на честь Героя Радянського Союзу Бондаренка Василя Омеляновича (іст.) | історія     |           | (1941—1945) |
| 127  | Бодаква, с.          | Могили жертв Голодомору 1932—1933 рр. (іст.) | історія     |           | (1932—1933) |
| 128  | Бодаква, с.          | Пам'ятник Леніну Володимиру Іллічу (іст.) | історія     |           | ленін       |
| 129  | Бодаква, с.          | Будинок двокласної земської школи (архітектура, іст.) | архітектура | історія   | (1941—1945) |
| 130  | Васильки, с.         | Городище «Северинів вал» (археол.) | археологія  |           |             |
| 131  | Васильки, с.         | Городище, (VIII—X, XVII—XVIII ст.) (археол.) | археологія  |           |             |
| 132  | Васильки, с.         | Курганний могильник І (археол.) | археологія  |           | курган      |
| 133  | Васильки, с.         | Курганний могильник II (археол.) | археологія  |           | курган      |
| 134  | Васильки, с.         | Курган І (археол.) | археологія  |           | курган      |
| 135  | Васильки, с.         | Курган II (археол.) | археологія  |           | курган      |
| 136  | Васильки, с.         | Братська могила радянських воїнів, пам'ятний знак полеглим землякам (іст.) | історія     |           | (1941—1945) |
| 137  | Васильки, с.         | Братська могила радянських воїнів і партизан (іст.) | історія     |           | (1941—1945) |
| 138  | Васильки, с.         | Пам'ятник-погруддя Шевченку Тарасу Григоровичу (іст.) | історія     |           | Шевченко    |
| 139  | Васильки, с.         | Пам'ятний знак жертв Голодомору 1932—1933 рр. (іст.) | історія     |           | (1932—1933) |
| 140  | Васильки, с.         | Різдва Пресвятої Богородиці церква (архітектура) | архітектура |           | церква      |
| 141  | Венслави, с.         | Пам'ятний знак полеглим землякам (іст.) | історія     |           | (1941—1945) |
| 142  | Венслави, с.         | Могили жертв Голодомору 1932 - 1933 рр. (іст.) | історія     |           | (1932—1933) |
| 143  | Венслави, с.         | Будинок земської школи (архітектура, іст.) | архітектура | історія   |             |
| 144  | Веселе, с.           | Курганний могильник (археол.) | археологія  |           | курган      |
| 145  | Веселе, с.           | Майдан І (археол.) | археологія  |           | майдан      |
| 146  | Веселе, с.           | Майдан II (археол.) | археологія  |           | майдан      |
| 147  | Вирішальне, с.       | Курганний могильник І (археол.) | археологія  |           | курган      |
| 148  | Вирішальне, с.       | Курганний могильник II (археол.) | археологія  |           | курган      |
| 149  | Вирішальне, с.       | Курганний могильник III, майдани (археол.) | археологія  |           | курган      |
| 150  | Вирішальне, с.       | Курганний могильник IV (археол.) | археологія  |           | курган      |
| 151  | Вирішальне, с.       | Курганний могильник V (археол.) | археологія  |           | курган      |
| 152  | Вирішальне, с.       | Курганний могильник VI (археол.) | археологія  |           | курган      |
| 153  | Вирішальне, с.       | Курганний могильник VII (археол.) | археологія  |           | курган      |
| 154  | Вирішальне, с.       | Курганний могильник VIII (археол.) | археологія  |           | курган      |
| 155  | Вирішальне, с.       | Курганний могильник IX (археол.) | археологія  |           | курган      |
| 156  | Вирішальне, с.       | Курганний могильник X (археол.) | археологія  |           | курган      |
| 157  | Вирішальне, с.       | Курганний могильник XI (археол.) | археологія  |           | курган      |
| 158  | Вирішальне, с.       | Курганний могильник XII (археол.) | археологія  |           | курган      |
| 159  | Вирішальне, с.       | Курганний могильник XIII (археол.) | археологія  |           | курган      |
| 160  | Вирішальне, с.       | Курганний могильник XIV (археол.) | археологія  |           | курган      |
| 161  | Вирішальне, с.       | Курганний могильник XV (археол.) | археологія  |           | курган      |
| 162  | Вирішальне, с.       | Курганний могильник XVI (археол.) | археологія  |           | курган      |
| 163  | Вирішальне, с.       | Курганний могильник XVII (археол.) | археологія  |           | курган      |
| 164  | Вирішальне, с.       | Курган І (археол.) | археологія  |           | курган      |
| 165  | Вирішальне, с.       | Курган II (археол.) | археологія  |           | курган      |
| 166  | Вирішальне, с.       | Курган III (археол.) | археологія  |           | курган      |
| 167  | Вирішальне, с.       | Курган IV (археол.) | археологія  |           | курган      |
| 168  | Вирішальне, с.       | Пам'ятний знак полеглим землякам (іст.) | історія     |           | (1941—1945) |
| 169  | Вирішальне, с.       | Пам'ятний знак полеглим землякам (іст.) | історія     |           | (1941—1945) |
| 170  | Вирішальне, с.       | Братська могила радянських воїнів (іст.) | історія     |           | (1941—1945) |
| 171  | Вирішальне, с.       | Братська могила жертв нацизму (іст.) | історія     |           | (1941—1945) |
| 172  | Вирішальне, с.       | Братська могила радянських військовополонених (іст.) | історія     |           | (1941—1945) |
| 173  | Вирішальне, с.       | Могила медичної сестри (іст.) | історія     |           | (1941—1945) |
| 174  | Вирішальне, с.       | Могила радянського воїна (іст.) | історія     |           | (1941—1945) |
| 175  | Вирішальне, с.       | Могили жертв Голодомору 1932—1933 рр. (іст.) | історія     |           | (1932—1933) |
| 176  | Вирішальне, с.       | Пам'ятник Леніну Володимиру Іллічу (іст.) | історія     |           | ленін       |
| 177  | Високе, с.           | Курган (археол.) | археологія  |           | курган      |
| 178  | Високе, с.           | Пам'ятний знак полеглим землякам (іст.) | історія     |           | (1941—1945) |
| 179  | Високе, с.           | Братська могила радянських воїнів (іст.) | історія     |           | (1941—1945) |
| 180  | Високе, с.           | Могила радянського воїна (іст.) | історія     |           | (1941—1945) |
| 181  | Вишеньки, с.         | Курганний могильник І (археол.) | археологія  |           | курган      |
| 182  | Вишеньки, с.         | Курганний могильник II (археол.) | археологія  |           | курган      |
| 183  | Вишеньки, с.         | Курган І (археол.) | археологія  |           | курган      |
| 184  | Вишеньки, с.         | Курган II (археол.) | археологія  |           | курган      |
| 185  | Воля, с.             | Курганний могильник І (археол.) | археологія  |           | курган      |
| 186  | Воля, с.             | Курганний могильник II (археол.) | археологія  |           | курган      |
| 187  | Воля, с.             | Курган І (археол.) | археологія  |           | курган      |
| 188  | Воля, с.             | Курган II (археол.) | археологія  |           | курган      |
| 189  | Воля, с.             | Курган III (археол.) | археологія  |           | курган      |
| 190  | Воля, с.             | Курган IV (археол.) | археологія  |           | курган      |
| 191  | Воля, с.             | Курган V (археол.) | археологія  |           | курган      |
| 192  | Воля, с.             | Курган VI (археол.) | археологія  |           | курган      |
| 193  | Гаївщина, с.         | Археологічний комплекс: городище, селище та курганний могильник роменської культури, давньоруського часу, рештки хутора новітньої епохи (IX—X, XI—XIII, XVIII—XX ст.) (археол.) | археологія  |           |             |
| 194  | Гаївщина, с.         | Поселення епохи раннього заліза (І тис. до н. е.) (археол.) | археологія  |           |             |
| 195  | Гаївщина, с.         | Курганний могильник (археол.) | археологія  |           | курган      |
| 196  | Гаївщина, с.         | Курган (археол.) | археологія  |           | курган      |
| 197  | Гаївщина, с.         | Пам'ятний знак полеглим землякам (іст.) | історія     |           | (1941—1945) |
| 198  | Гаївщина, с.         | Будинок двокласної земської школи (архітектура, іст.) | архітектура | історія   |             |
| 199  | Гамаліївка, с.       | Курган І (археол.) | археологія  |           | курган      |
| 200  | Гамаліївка, с.       | Курган II (археол.) | археологія  |           | курган      |
| 201  | Гамаліївка, с.       | Братська могила радянських воїнів, пам'ятний знак полеглим землякам (іст.) | історія     |           | (1941—1945) |
| 202  | Гамаліївка, с.       | Будинок церковно-приходської школи, в якій навчався Дронов Микита Дорофійович (іст.) | історія     |           |             |
| 203  | Гамаліївка, с.       | Меморіальна дошка на честь Героя Радянського Союзу Дронова Микити Дорофійовича (іст.) | історія     |           |             |
| 204  | Гиряві Ісківці, с.   | Середньосульський гідрологічний заказник загальнодержавного значення (природа) | природа     |           |             |
| 205  | Гиряві Ісківці, с.   | Курганний могильник (археол.) | археологія  |           | курган      |
| 206  | Гиряві Ісківці, с.   | Курган І (археол.) | археологія  |           | курган      |
| 207  | Гиряві Ісківці, с.   | Курган II (археол.) | археологія  |           | курган      |
| 208  | Гиряві Ісківці, с.   | Братська могила радянських воїнів, пам'ятний знак полеглим землякам (іст.) | історія     |           | (1941—1945) |
| 209  | Гиряві Ісківці, с.   | Братська могила радянських воїнів (іст.) | історія     |           | (1941—1945) |
| 210  | Гиряві Ісківці, с.   | Будинок, в якому розміщувався штаб Воронезького фронту (іст.) | історія     |           |             |
| 211  | Гиряві Ісківці, с.   | Місце поховання жертв Голодомору 1932—1933 рр. (іст.) | історія     |           | (1932—1933) |
| 212  | Гиряві Ісківці, с.   | Могила Юрченка Миколи Тимофійовича (іст.) | історія     |           | могила      |
| 213  | Гиряві Ісківці, с.   | Пам'ятник Леніну Володимиру Іллічу (іст.) | історія     |           | ленін       |
| 214  | Гірки, с.            | Пам'ятний знак полеглим землякам (іст.) | історія     |           | (1941—1945) |
| 215  | Дібрівне, с.         | Курган І (археол.) | археологія  |           | курган      |
| 216  | Дібрівне, с.         | Курган II (археол.) | археологія  |           | курган      |
| 217  | Дібрівне, с.         | Курган III (археол.) | археологія  |           | курган      |
| 218  | Долинка, с.          | Курганний могильник І (археол.) | археологія  |           | курган      |
| 219  | Долинка, с.          | Курганний могильник II (археол.) | археологія  |           | курган      |
| 220  | Долинка, с.          | Курган (археол.) | археологія  |           | курган      |
| 221  | Долинка, с.          | Братська могила радянських воїнів, пам'ятний знак полеглим землякам (іст.) | історія     |           | (1941—1945) |
| 222  | Дрюківщина, с.       | «Урочище Шумейкове» — ботанічна пам'ятка природи місцевого значення (природа) | природа     |           |             |
| 223  | Дрюківщина, с.       | Курган І (археол.) | археологія  |           | курган      |
| 224  | Дрюківщина, с.       | Курган II (археол.) | археологія  |           | курган      |
| 225  | Дрюківщина, с.       | Меморіальний комплекс воїнам Південно-Західного фронту в урочищі Шумейкове. (істор., мист.). | історія     | мистецтво |             |
| 226  | Дрюківщина, с.       | Пам'ятний знак полеглим землякам (іст.) | історія     |           | (1941—1945) |
| 227  | Дрюківщина, с.       | Місця поховань жертв війни (іст.) | історія     |           | (1941—1945) |
| 228  | Забодаква, с.        | Курганний могильник І (археол.) | археологія  |           | курган      |
| 229  | Забодаква, с.        | Курганний могильник II (археол.) | археологія  |           | курган      |
| 230  | Забодаква, с.        | Курганний могильник III (археол.) | археологія  |           | курган      |
| 231  | Забодаква, с.        | Курганний могильник IV (археол.) | археологія  |           | курган      |
| 232  | Забодаква, с.        | Курганний могильник V (археол.) | археологія  |           | курган      |
| 233  | Забодаква, с.        | Курган І (археол.) | археологія  |           | курган      |
| 234  | Забодаква, с.        | Курган II (археол.) | археологія  |           | курган      |
| 235  | Забодаква, с.        | Курган III (археол.) | археологія  |           | курган      |
| 236  | Забодаква, с.        | Курган IV (археол.) | археологія  |           | курган      |
| 237  | Забодаква, с.        | Курган V, майдан (археол.) | археологія  |           | курган      |
| 238  | Забодаква, с.        | Курган VI, майдан (археол.) | археологія  |           | курган      |
| 239  | Забодаква, с.        | Пам'ятний знак полеглим землякам (іст.) | історія     |           | (1941—1945) |
| 240  | Закроїха, с.         | Курганний могильник (археол.) | археологія  |           | курган      |
| 241  | Закроїха, с.         | Курган І (археол.) | археологія  |           | курган      |
| 242  | Закроїха, с.         | Курган II (археол.) | археологія  |           | курган      |
| 243  | Закроїха, с.         | Курган III (археол.) | археологія  |           | курган      |
| 244  | Закроїха, с.         | Пам'ятний знак полеглим землякам (іст.) | історія     |           | (1941—1945) |
| 245  | Заморіївка, с.       | Пам'ятний знак полеглим землякам (іст.) | історія     |           | (1941—1945) |
| 246  | Западинці, с.        | Курганний могильник І (археол.) | археологія  |           | курган      |
| 247  | Западинці, с.        | Курганний могильник II (археол.) | археологія  |           | курган      |
| 248  | Западинці, с.        | Курган І (археол.) | археологія  |           | курган      |
| 249  | Западинці, с.        | Пам'ятний знак полеглим землякам (іст.) | історія     |           | (1941—1945) |
| 250  | Зірка, с.            | Курган (археол.) | археологія  |           | курган      |
| 251  | Зірка, с.            | Пам'ятний знак полеглим землякам (іст.) | історія     |           | (1941—1945) |
| 252  | Ісківці, с.          | Братська могила радянських воїнів, пам'ятний знак полеглим землякам (іст.) | історія     |           | (1941—1945) |
| 253  | Ісківці, с.          | Могили (2) радянських військовополонених (іст.) | історія     |           | (1941—1945) |
| 254  | Ісківці, с.          | Пам'ятник-погруддя Кирпоносу Михайлу Петровичу (мист.) | мистецтво   |           |             |
| 255  | Ісківці, с.          | Пам'ятний знак жертвам Голодомору 1932—1933 рр. (іст.) | історія     |           | (1932—1933) |
| 256  | Комсомольське, с.    | Могили (9) радянських воїнів (іст.) | історія     |           | (1941—1945) |
| 257  | Корсунівка, с.       | Курганний могильник І (археол.) | археологія  |           | курган      |
| 258  | Корсунівка, с.       | Курганний могильник II (археол.) | археологія  |           | курган      |
| 259  | Корсунівка, с.       | Курганний могильник III (археол.) | археологія  |           | курган      |
| 260  | Корсунівка, с.       | Курган І (археол.) | археологія  |           | курган      |
| 261  | Корсунівка, с.       | Курган II (археол.) | археологія  |           | курган      |
| 262  | Корсунівка, с.       | Курган III (археол.) | археологія  |           | курган      |
| 263  | Корсунівка, с.       | Курган IV (археол.) | археологія  |           | курган      |
| 264  | Корсунівка, с.       | Братська могила учасників громадянської війни, радянських воїнів, пам'ятний знак полеглим землякам (іст.) | історія     |           | (1941—1945) |
| 265  | Корсунівка, с.       | Могили (6) радянських воїнів (іст.) | історія     |           | (1941—1945) |
| 266  | Корсунівка, с.       | Пам'ятний знак жертвам Голодломору 1932—1933 рр. (іст.) | історія     |           | (1932—1933) |
| 267  | Корсунівка, с.       | Пам'ятник Леніну Володимиру Іллічу (іст.) | історія     |           | ленін       |
| 268  | Криниця, с.          | Дуб черешчатий — ботанічна пам'ятка природи місцевого значення (природа) | природа     |           | дуби        |
| 269  | Криниця, с.          | Пам'ятник Мічуріну Івану Володимировичу (іст.) | історія     |           |             |
| 270  | Лука, с.             | Братська могила радянських воїнів, пам'ятний знак полеглим землякам (іст.) | історія     |           | (1941—1945) |
| 271  | Лука, с.             | Пам'ятний знак жертвам Голодомору 1932—1933 рр. (іст.) | історія     |           | (1932—1933) |
| 272  | Лука, с.             | Місце будинку вченого-економіста Туган-Барановського Михайла Івановича (іст.) | історія     |           |             |
| 273  | Лука, с.             | Могила Симоненка Нестора Мойсейовича (іст.) | історія     |           | могила      |
| 274  | Лука, с.             | Могила Чухляд Григорія Кузьмича (іст.) | історія     |           | могила      |
| 275  | Лука, с.             | Пам'ятник Кірову Сергію Мироновичу (іст.) | історія     |           |             |
| 276  | Лука, с.             | Будинок трикласної земської школи (архітектура, іст.) | архітектура | історія   |             |
| 277  | Луценки, с.          | «Балка Поповиця» — ботанічний заказник місцевого значення(природа) | природа     |           |             |
| 278  | Луценки, с.          | Луценки І. Селище давньоруського часу (XII — першої половини XIII ст.) (археол.) | археологія  |           |             |
| 279  | Луценки, с.          | Місцезнаходження (ранній залізний вік, пізнє середньовіччя) (археол.) | археологія  |           |             |
| 280  | Луценки, с.          | Курганний могильник (археол.) | археологія  |           | курган      |
| 281  | Луценки, с.          | Курган І (археол.) | археологія  |           | курган      |
| 282  | Луценки, с.          | Курган II (археол.) | археологія  |           | курган      |
| 283  | Луценки, с.          | Курган III (археол.) | археологія  |           | курган      |
| 284  | Луценки, с.          | Курган IV (археол.) | археологія  |           | курган      |
| 285  | Луценки, с.          | Братська могила радянських воїнів, жертв нацизму, пам'ятний знак полеглим землякам (іст.) | історія     |           | (1941—1945) |
| 286  | Луценки, с.          | Пам'ятний знак на місці страти мирних жителів (іст.) | історія     |           | (1941—1945) |
| 287  | Луценки, с.          | Пам'ятний знак жертвам нацизму (іст.) | історія     |           | (1941—1945) |
| 288  | Луценки, с.          | Пам'ятний знак жертвам Голодомору 1932—1933 pp. (іст.) | історія     |           | (1932—1933) |
| 289  | Луценки, с.          | Будинок школи, в якій навчався Герой Радянського Союзу Лета Ілля Кузьмич (іст.) | історія     |           |             |
| 290  | Луценки, с.          | Меморіальна дошка на честь Кейбала Петра Родіоновича (іст.) | історія     |           |             |
| 291  | Луценки, с.          | Пам'ятник Луценку Степану Кузьмовичу (іст.) | історія     |           |             |
| 292  | Луценки, с.          | Іллінська церква (архітектура) | архітектура |           | церква      |
| 293  | Луценки, с.          | Будинок трикласної земської школи (архітектура, іст.) | архітектура | історія   |             |
| 294  | Лучка, с.            | Поселення (епоха бронзи) (археол.) | археологія  |           |             |
| 295  | Лучка, с.            | Поселення (епохи бронзи, ранній залізний вік) (археол.) | археологія  |           |             |
| 296  | Лучка, с.            | Місцезнаходження (епоха бронзи, раннє середньовіччя) (археол.) | археологія  |           |             |
| 297  | Лучка, с.            | Курганний могильник (археол.) | археологія  |           | курган      |
| 298  | Лучка, с.            | Братська могила радянських воїнів, військовополонених, пам'ятний знак полеглим землякам (іст.) | історія     |           | (1941—1945) |
| 299  | Лучка, с.            | Будинок однокласної земської школи (архітектура, іст.) | історія     |           |             |
| 300  | Мехедівка, с.        | Курганний могильник І (археол.) | археологія  |           | курган      |
| 301  | Мехедівка, с.        | Курганний могильник II (археол.) | археологія  |           | курган      |
| 302  | Мехедівка, с.        | Курганний могильник III (археол.) | археологія  |           | курган      |
| 303  | Мехедівка, с.        | Курганний могильник IV (археол.) | археологія  |           | курган      |
| 304  | Мехедівка, с.        | Курганний могильник V, майдан (археол.) | археологія  |           | курган      |
| 305  | Мехедівка, с.        | Курган І (археол.) | археологія  |           | курган      |
| 306  | Мехедівка, с.        | Курган II (археол.) | археологія  |           | курган      |
| 307  | Мехедівка, с.        | Курган III (археол.) | археологія  |           | курган      |
| 308  | Мехедівка, с.        | Могила радянського воїна, пам'ятний знак полеглим землякам (іст.) | історія     |           | (1941—1945) |
| 309  | Мехедівка, с.        | Пам'ятний знак жертвам Голодомору 1932—1933 рр. (іст.) | історія     |           | (1932—1933) |
| 310  | Миколаївка, с.       | Курганний могильник і (археол.) | археологія  |           | курган      |
| 311  | Миколаївка, с.       | Курганний могильник II (археол.) | археологія  |           | курган      |
| 312  | Миколаївка, с.       | Курган І (археол.) | археологія  |           | курган      |
| 313  | Миколаївка, с.       | Курган II (археол.) | археологія  |           | курган      |
| 314  | Млини, с.            | Селище І (роменська культура, давньоруський час IX—X, XI—XIII ст.) (арх.) | археологія  |           |             |
| 315  | Млини, с.            | Місцезнаходження (доба бронзи — пізнє середньовіччя) (археол.) | археологія  |           |             |
| 316  | Млини, с.            | Пам'ятний знак полеглим землякам (іст.) | історія     |           | (1941—1945) |
| 317  | Млини, с.            | Братська могила радянських воїнів (іст.) | історія     |           | (1941—1945) |
| 318  | Млини, с.            | Братська могила радянських воїнів (іст.) | історія     |           | (1941—1945) |
| 319  | Млини, с.            | Могили жертв Голодомору 1932—1933 рр. (іст.) | історія     |           | (1932—1933) |
| 320  | Млини, с.            | Будинок двокласної земської школи (архітектура, іст.) | історія     |           |             |
| 321  | Нижня Будаківка, с.  | Курганний могильник І (археол.) | археологія  |           | курган      |
| 322  | Нижня Будаківка, с.  | Курганний могильник II (археол.) | археологія  |           | курган      |
| 323  | Нижня Будаківка, с.  | Курганний могильник III (археол.) | археологія  |           | курган      |
| 324  | Нижня Будаківка, с.  | Курганний могильник IV (археол.) | археологія  |           | курган      |
| 325  | Нижня Будаківка, с.  | Курган І (археол.) | археологія  |           | курган      |
| 326  | Нижня Будаківка, с.  | Курган II (археол.) | археологія  |           | курган      |
| 327  | Нижня Будаківка, с.  | Братська могила радянських воїнів, пам'ятний знак полеглим землякам (іст.) | історія     |           | (1941—1945) |
| 328  | Нижня Будаківка, с.  | Пам'ятник-погруддя Леніну Володимиру Іллічу (іст.) | історія     |           | ленін       |
| 329  | Нижня Будаківка, с.  | Михайлівська церква (архітектура) | архітектура |           | церква      |
| 330  | Нове, с.             | Курганний могильник І (археол.) | археологія  |           | курган      |
| 331  | Нове, с.             | Курганний могильник II (археол.) | археологія  |           | курган      |
| 332  | Нове, с.             | Курганний могильник III (археол.) | археологія  |           | курган      |
| 333  | Нове, с.             | Курганний могильник IV (археол.) | археологія  |           | курган      |
| 334  | Нове, с.             | Курган І (археол.) | археологія  |           | курган      |
| 335  | Нове, с.             | Курган II (археол.) | археологія  |           | курган      |
| 336  | Нове, с.             | Майдан (археол.) | археологія  |           | майдан      |
| 337  | Овдіївка, с.         | Курганний могильник (археол.) | археологія  |           | курган      |
| 338  | Овдіївка, с.         | Курган І (археол.) | археологія  |           | курган      |
| 339  | Овдіївка, с.         | Курган II (археол.) | археологія  |           | курган      |
| 340  | Овдіївка, с.         | Могила радянського воїна, пам'ятний знак полеглим землякам (іст.) | історія     |           | (1941—1945) |
| 341  | Парницьке, с.        | Курганний могильник (археол.) | археологія  |           | курган      |
| 342  | Пестичевське, с.     | Курган (археол.) | археологія  |           | курган      |
| 343  | Пестичевське, с.     | Пам'ятний знак полеглим землякам (іст.) | історія     |           | (1941—1945) |
| 344  | Пестичевське, с.     | Братська могила радянських воїнів (іст.) | історія     |           | (1941—1945) |
| 345  | Пестичевське, с.     | Будинок колишньої початкової школи, в якому в 1941—1942 рр. знаходилася конспіративна квартира Лохвицького антигітлерівського підпілля (іст.) | історія     |           |             |
| 346  | Піски, с.            | «Артополот» — гідрологічний заказник місцевого значення (природа) | природа     |           |             |
| 347  | Піски, с.            | Курганний могильник (археол.) | археологія  |           | курган      |
| 348  | Піски, с.            | Курган І (археол.) | археологія  |           | курган      |
| 349  | Піски, с.            | Курган II (археол.) | археологія  |           | курган      |
| 350  | Піски, с.            | Курган III (археол.) | археологія  |           | курган      |
| 351  | Піски, с.            | Братська могила радянських воїнів, військовополонених, пам'ятний знак полеглим землякам (іст.) | історія     |           | (1941—1945) |
| 352  | Піски, с.            | Братська могила радянських воїнів (іст.) | історія     |           | (1941—1945) |
| 353  | Піски, с.            | Могила радянського воїна (іст.) | історія     |           | (1941—1945) |
| 354  | Піски, с.            | Могили жертв Голодомору 1932—1933 років (іст.) | історія     |           | (1932—1933) |
| 355  | Піски, с.            | Будинок земської двокласної школи (архітектура, іст.) | історія     |           |             |
| 356  | Пісочки, с.          | Курган І (археол.) | археологія  |           | курган      |
| 357  | Пісочки, с.          | Курган II (археол.) | археологія  |           | курган      |
| 358  | Пісочки, с.          | Братська могила радянських воїнів, пам'ятний знак полеглим землякам (іст.) | історія     |           | (1941—1945) |
| 359  | Пісочки, с.          | Будинок двокласної земської школи (архітектура, іст.) | архітектура | історія   |             |
| 360  | Погарщина, с.        | Курганний могильник І (археол.) | археологія  |           | курган      |
| 361  | Погарщина, с.        | Курганний могильник II, майдан (археол.) | археологія  |           | курган      |
| 362  | Погарщина, с.        | Курганний могильник III, майдан (археол.) | археологія  |           | курган      |
| 363  | Погарщина, с.        | Курган І (археол.) | археологія  |           | курган      |
| 364  | Погарщина, с.        | Курган II (археол.) | археологія  |           | курган      |
| 365  | Погарщина, с.        | Курган III (археол.) | археологія  |           | курган      |
| 366  | Погарщина, с.        | Могила радянського воїна, пам'ятний знак полеглим землякам (іст.) | історія     |           | (1941—1945) |
| 367  | Погарщина, с.        | Пам'ятний знак жертвам Голодомору 1932—1933 рр. (іст.) | історія     |           | (1932—1933) |
| 368  | Пролетар, с.         | Курган І (археол.) | археологія  |           | курган      |
| 369  | Пролетар, с.         | Курган II (археол.) | археологія  |           | курган      |
| 370  | Пролетар, с.         | Пам'ятний знак полеглим землякам (іст.) | історія     |           | (1941—1945) |
| 371  | Риги, с.             | Городище (?) роменської культури, давньоруського часу (IX—X, XI—XIII ст.) | археологія  |           |             |
| 372  | Риги, с.             | Курганний могильник (археол.) | археологія  |           | курган      |
| 373  | Риги, с.             | Курган І (археол.) | археологія  |           | курган      |
| 374  | Риги, с.             | Курган II (археол.) | археологія  |           | курган      |
| 375  | Риги, с.             | Пам'ятний знак полеглим землякам (іст.) | історія     |           | (1941—1945) |
| 376  | Риги, с.             | Пам'ятний знак жертв Голодомору 1932—1933 рр. (іст.) | історія     |           | (1932—1933) |
| 377  | Риги, с.             | Будинок однокласної земської школи (архітектура, іст.) | архітектура | історія   |             |
| 378  | Романиха, с.         | Романиха — ландшафтний заказник місцевого значення (природа) | природа     |           |             |
| 379  | Романиха, с.         | Курганний могильник І (археол.) | археологія  |           | курган      |
| 380  | Романиха, с.         | Курганний могильник II (археол.) | археологія  |           | курган      |
| 381  | Романиха, с.         | Курганний могильник III (археол.) | археологія  |           | курган      |
| 382  | Романиха, с.         | Курган (археол.) | археологія  |           | курган      |
| 383  | Романиха, с.         | Пам'ятний знак полеглим землякам (іст.) | історія     |           | (1941—1945) |
| 384  | Руда, с.             | Курган І (археол.) | археологія  |           | курган      |
| 385  | Руда, с.             | Курган II (археол.) | археологія  |           | курган      |
| 386  | Руда, с.             | Курган III (археол.) | археологія  |           | курган      |
| 387  | Руда, с.             | Курган IV (археол.) | археологія  |           | курган      |
| 388  | Руда, с.             | Курган V (археол.) | археологія  |           | курган      |
| 389  | Руда, с.             | Пам'ятний знак полеглим землякам (іст.) | історія     |           | (1941—1945) |
| 390  | Рудка, с.            | Пам'ятний знак полеглим землякам (іст.) | історія     |           | (1941—1945) |
| 391  | Рудка, с.            | Будинок однокласної земської школи (архітектура, іст.) | архітектура | історія   |             |
| 392  | Саранчине, с.        | Курганний могильник (археол.) | археологія  |           | курган      |
| 393  | Саранчине, с.        | Курган (археол.) | археологія  |           | курган      |
| 394  | Свиридівка, с.       | «Панський маєток» — ландшафтний заказник місцевого значення (природа) | природа     |           |             |
| 395  | Свиридівка, с.       | «Урочище Крупське» — лісовий заказник місцевого значення (природа) | природа     |           |             |
| 396  | Свиридівка, с.       | Археологічний комплекс: городище та поселення епохи бронзового віку, скіфського часу (VI—IV ст. до н. е.), черняхівської культури (кін. III—IV ст. н. е.), слов'яно- руської доби (IX—X, XI—XIII ст.) (археол.) | археологія  |           |             |
| 397  | Свиридівка, с.       | Городище, (середньовіччя) (археол.) | археологія  |           |             |
| 398  | Свиридівка, с.       | Курганний могильник (археол.) | археологія  |           | курган      |
| 399  | Свиридівка, с.       | Курганний могильник (археол.) | археологія  |           | курган      |
| 400  | Свиридівка, с.       | Курганний могильник, майдан, (археол.) | археологія  |           | курган      |
| 401  | Свиридівка, с.       | Курган І (археол.) | археологія  |           | курган      |
| 402  | Свиридівка, с.       | Курган II (археол.) | археологія  |           | курган      |
| 403  | Свиридівка, с.       | Майдан «Червона могила» (археол.) | археологія  |           | майдан      |
| 404  | Свиридівка, с.       | Братська могила радянських воїнів, пам'ятний знак полеглим землякам (іст.) | історія     |           | (1941—1945) |
| 405  | Свиридівка, с.       | Могила радянського військовополоненого Столярова Василя Ананійовича (іст.) | історія     |           | могила      |
| 406  | Свиридівка, с.       | Пам'ятний знак жертвам Голодомору 1932—1933 рр. (іст.) | історія     |           | (1932—1933) |
| 407  | Сенча, с.            | Археологічний комплекс «Сампсоніїв острів»: городище та селище — багатошарова пам'ятка з матеріалами середнього бронзового віку, пізньоскіфського і ранньослов'янского часів (IV—III ст. до н. е., V—VII ст. н.є.), пізнього етапу роменської культури (кін. X — 1-а чв. XI ст.) та давньоруського часу (XII — 1-а пол. XIII ст.) (археол.) | археологія  |           |             |
| 408  | Сенча, с.            | Городище І — залишки поселення роменської культури, літописного міста Синець та селища козацького часу (IX — рубіж X—XI, XI — поч. XIII, 2-ї пол. XIII—XIV, XVII—XVIII ст.) (археол.) | археологія  |           |             |
| 409  | Сенча, с.            | Городище II — укриття давньоруського часу (XII—XIII ст.) (археол.) | археологія  |           |             |
| 410  | Сенча, с.            | Поселення І — (епоха бронзи (XIII ст. до н. е.), скіфського часу (VI—IV ст. до н. е.). | археологія  |           |             |
| 411  | Сенча, с.            | Поселення II — неоліт, доба пізньої бронзи, ранньослов'янський час (арх.) | археологія  |           |             |
| 412  | Сенча, с.            | Місцезнаходження І (доба бронзи, раннє середньовіччя) (археол.) | археологія  |           |             |
| 413  | Сенча, с.            | Місцезнаходження II (доба бронзи) (археол.) | археологія  |           |             |
| 414  | Сенча, с.            | Місцезнаходження III (ранній залізний вік) (археол.) | археологія  |           |             |
| 415  | Сенча, с.            | Курган (археол.) | археологія  |           | курган      |
| 416  | Сенча, с.            | Братська могила радянських воїнів, пам'ятний знак полеглим землякам (іст.) | історія     |           | (1941—1945) |
| 417  | Сенча, с.            | Братська могила радянських воїнів, пам'ятний знак полеглим землякам (іст.) | історія     |           | (1941—1945) |
| 418  | Сенча, с.            | Пам'ятний знак полеглим землякам (іст.) | історія     |           | (1941—1945) |
| 419  | Сенча, с.            | Братська могила радянських воїнів (іст.) | історія     |           | (1941—1945) |
| 420  | Сенча, с.            | Братська могила радянських воїнів (іст.) | історія     |           | (1941—1945) |
| 421  | Сенча, с.            | Братська могила радянських льотчиків (іст.) | історія     |           | (1941—1945) |
| 422  | Сенча, с.            | Братська могила учасників громадянської війни (іст.) | історія     |           | (1941—1945) |
| 423  | Сенча, с.            | Могили жертв Голодомору 1932—1933 рр. (іст.) | історія     |           | (1932—1933) |
| 424  | Сенча, с.            | Могили жертв Голодомору 1932—1933 років (іст.) | історія     |           | (1932—1933) |
| 425  | Сенча, с.            | Могила жертви нацизму Бойчевського Іллі Костянтиновича (іст.) | історія     |           | могила      |
| 426  | Сенча, с.            | Могила Героя Соціалістичної Праці Труша Василя Івановича (іст.) | історія     |           | могила      |
| 427  | Сенча, с.            | Пам'ятник Леніну Володимиру Іллічу (іст.) | історія     |           | ленін       |
| 428  | Скоробагатьки, с.    | Селище (?) роменської культури, давньоруського часу (IX—X, XI—XIII ст.) | археологія  |           |             |
| 429  | Скоробагатьки, с.    | Курганний могильник (археол.) | археологія  |           | курган      |
| 430  | Скоробагатьки, с.    | Курган І (археол.) | археологія  |           | курган      |
| 431  | Скоробагатьки, с.    | Курган II (археол.) | археологія  |           | курган      |
| 432  | Скоробагатьки, с.    | Курган III (археол.) | археологія  |           | курган      |
| 433  | Скоробагатьки, с.    | Курган IV (археол.) | археологія  |           | курган      |
| 434  | Скоробагатьки, с.    | Братська могила радянських воїнів, пам'ятний знак полеглим землякам (іст.) | історія     |           | (1941—1945) |
| 435  | Скоробагатьки, с.    | Могила жертви війни Шкурко Віри Омелянівни (іст.) | історія     |           | могила      |
| 436  | Скоробагатьки, с.    | Пам'ятний знак жертвам Голодомору 1932—1933 рр. (іст.) | історія     |           | (1932—1933) |
| 437  | Слобідка, с.         | Поселення епохи бронзи, багатоваликової культури, (XVII ст. до н. е.) (археол.) | археологія  |           |             |
| 438  | Слобідка, с.         | Поселення епохи бронзи — раннього залізного віку (II—I тис. до н.е), XVII—XVIII ст. н. е.) (археол.) | археологія  |           |             |
| 439  | Сокириха, с.         | Пам'ятний знак полеглим землякам (іст.) | історія     |           | (1941—1945) |
| 440  | Старий Хутір, с.     | Курган (археол.) | археологія  |           | курган      |
| 441  | Старий Хутір, с.     | Пам'ятний знак полеглим землякам (іст.) | історія     |           | (1941—1945) |
| 442  | Старий Хутір, с.     | Могила радянського воїна (іст.) | історія     |           | (1941—1945) |
| 443  | Старий Хутір, с.     | Будинок однокласної земської школи (архітектура, іст.) | історія     |           |             |
| 444  | Степуки, с.          | Братська могила радянських воїнів, пам'ятний знак полеглим землякам (іст.) | історія     |           | (1941—1945) |
| 445  | Степуки, с.          | Могили (2) радянських воїнів (іст.) | історія     |           | (1941—1945) |
| 446  | Степуки, с.          | Пам'ятний знак жертвам Голодомору 1932—1933 рр. (іст.) | історія     |           | (1932—1933) |
| 447  | Степуки, с.          | Меморіальна дошка на честь командира партизанського загону «Сокіл» Соколовського Євдокима Хрисантовича (іст.) | історія     |           |             |
| 448  | Степуки, с.          | Меморіальна дошка на честь Ярового Андрія Степановича (іст.) | історія     |           |             |
| 449  | Токарі, с.           | Курганний могильник (археол.) | археологія  |           | курган      |
| 450  | Токарі, с.           | Братська могила радянських воїнів, пам'ятний знак полеглим землякам, учасникам громадянської та Великої Вітчизняної воєн (іст.) | історія     |           | (1941—1945) |
| 451  | Токарі, с.           | Могила жертви нацизму Пальчика Мусія Панасовича (іст.) | історія     |           | могила      |
| 452  | Токарі, с.           | Могила жертви нацизму Мазниченко Єфросинії Петрівни (іст.) | історія     |           | могила      |
| 453  | Токарі, с.           | Пам'ятний знак жертвам Голодомору 1932—1933 рр. (іст.) | історія     |           | (1932—1933) |
| 454  | Токарі, с.           | Пам'ятник Леніну Володимиру Іллічу (іст.) | історія     |           | ленін       |
| 455  | Токарі, с.           | Будинок двокласної земської школи (архітектура, іст.) | архітектура | історія   |             |
| 456  | Харківці, с.         | Курганний могильник І (археол.) | археологія  |           | курган      |
| 457  | Харківці, с.         | Курганний могильник II (археол.) | археологія  |           | курган      |
| 458  | Харківці, с.         | Курган І (археол.) | археологія  |           | курган      |
| 459  | Харківці, с.         | Курган II (археол.) | археологія  |           | курган      |
| 460  | Харківці, с.         | Курган III (археол.) | археологія  |           | курган      |
| 461  | Харківці, с.         | Курган IV (археол.) | археологія  |           | курган      |
| 462  | Харківці, с.         | Курган V, майдан (археол.) | археологія  |           | курган      |
| 463  | Харківці, с.         | Курган V, майдан (археол.) | археологія  |           | курган      |
| 464  | Харківці, с.         | Пам'ятний знак полеглим землякам (іст.) | історія     |           | (1941—1945) |
| 465  | Харківці, с.         | Пам'ятний знак жертвам Голодомору 1932—1933 рр. (іст.) | історія     |           | (1932—1933) |
| 466  | Харківці, с.         | Будинок школи, в якій навчався Коваленко Олександр Павлович (іст.) | історія     |           |             |
| 467  | Харківці, с.         | Могила Коваленка Олександра Павловича (іст.) | історія     |           | могила      |
| 468  | Харківці, с.         | Могила Тесленка Архипа Юхимовича (мист.) | мистецтво   |           |             |
| 469  | Харківці, с.         | Могила Коломійця Олексія Федотовича (мист.) | мистецтво   |           |             |
| 470  | Христанівка, с.      | Христанівський ландшафтний заказник загальнодержавного значення (природа) | природа     |           |             |
| 471  | Христанівка, с.      | Курганний могильник (археол.) | археологія  |           | курган      |
| 472  | Христанівка, с.      | Курган І (археол.) | археологія  |           | курган      |
| 473  | Христанівка, с.      | Курган II (археол.) | археологія  |           | курган      |
| 474  | Христанівка, с.      | Курган III (археол.) | археологія  |           | курган      |
| 475  | Христанівка, с.      | Пам'ятний знак полеглим землякам (іст.) | історія     |           | (1941—1945) |
| 476  | Христанівка, с.      | Пам'ятний знак жертвам Голодомору 1932—1933 рр. (іст.) | історія     |           | (1932—1933) |
| 477  | Христанівка, с.      | Будинок однокласної земської школи (архітектура, іст.) | архітектура | історія   |             |
| 478  | Хрулі, с.            | Братська могила радянських воїнів (іст.) | історія     |           | (1941—1945) |
| 479  | Часниківка, с.       | Поселення І (епоха бронзи, ранній залізний вік) (археол.) | археологія  |           |             |
| 480  | Часниківка, с.       | Поселення II (епоха бронзи, ранній залізний вік) (археол.) | археологія  |           |             |
| 481  | Часниківка, с.       | Місцезнаходження І (епоха бронзи, раннє середньовіччя) (археол.) | археологія  |           |             |
| 482  | Часниківка, с.       | Місцезнаходження II, (раннє середньовіччя) (археол.) | археологія  |           |             |
| 483  | Часниківка, с.       | Курганний могильник І (археол.) | археологія  |           | курган      |
| 484  | Часниківка, с.       | Курганний могильник II (археол.) | археологія  |           | курган      |
| 485  | Часниківка, с.       | Братська могила радянських воїнів (іст.) | історія     |           | (1941—1945) |
| 486  | Часниківка, с.       | Братська могила учасників громадянської війни (іст.) | історія     |           | (1941—1945) |
| 487  | Часниківка, с.       | Могила радянського воїна (іст.) | історія     |           | (1941—1945) |
| 488  | Часниківка, с.       | Могили жертв Голодомору 1932—1933 рр. (іст.) | історія     |           | (1932—1933) |
| 489  | Часниківка, с.       | Могили жертв Голодомору 1932—1933 рр. (іст.) | історія     |           | (1932—1933) |
| 490  | Часниківка, с.       | Пам'ятний знак полеглим землякам (іст.)\ | історія     |           | (1941—1945) |
| 491  | Червоні Луки, с.     | Курганний могильник І (археол.) | археологія  |           | курган      |
| 492  | Червоні Луки, с.     | Курганний могильник II (археол.) | археологія  |           | курган      |
| 493  | Червоні Луки, с.     | Курган І (археол.) | археологія  |           | курган      |
| 494  | Червоні Луки, с.     | Курган II (археол.) | археологія  |           | курган      |
| 495  | Червоні Луки, с.     | Курган III (археол.) | археологія  |           | курган      |
| 496  | Червоні Луки, с.     | Курган IV (археол.) | археологія  |           | курган      |
| 497  | Червоні Луки, с.     | Курган V (археол.) | археологія  |           | курган      |
| 498  | Червоні Луки, с.     | Курган VI (археол.) | археологія  |           | курган      |
| 499  | Червоні Луки, с.     | Курган VII (археол.) | археологія  |           | курган      |
| 500  | Червоні Луки, с.     | Курган VIII, майдан (археол.) | археологія  |           | курган      |
| 501  | Червоні Луки, с.     | Курган IX, майдани (археол.) | археологія  |           | курган      |
| 502  | Червоні Луки, с.     | Майдан І (археол.) | археологія  |           | майдан      |
| 503  | Червоні Луки, с.     | Майдан II (археол.) | археологія  |           | майдан      |
| 504  | Червоні Луки, с.     | Пам'ятний знак полеглим землякам (іст.) | історія     |           | (1941—1945) |
| 505  | Червонозаводське, м. | Братська могила радянських воїнів, пам'ятний знак полеглим землякам (іст.) | історія     |           | (1941—1945) |
| 506  | Червонозаводське, м. | Пам'ятний знак полеглим землякам (іст.) | історія     |           | (1941—1945) |
| 507  | Червонозаводське, м. | Братська могила радянських воїнів (іст.) | історія     |           | (1941—1945) |
| 508  | Червонозаводське, м. | Пам'ятне місце первісного поховання радянських воїнів (іст.) | історія     |           | (1941—1945) |
| 509  | Червонозаводське, м. | Пам'ятний знак робітникам спирткомбінату, які загинули на фронтах Великої Вітчизняної війни 1941—1945 (іст.) | історія     |           | (1941—1945) |
| 510  | Червонозаводське, м. | Місце поховання жертв Голодомору 1932—1933 рр. (іст.) | історія     |           | (1932—1933) |
| 511  | Червонозаводське, м. | Будинок, у якому проводив нараду Мікоян Анастас Іванович, розміщувався евакогоспіталь № 2031 (іст.) | історія     |           |             |
| 512  | Червонозаводське, м. | Пам'ятник Леніну Володимиру Іллічу (іст.) | історія     |           | ленін       |
| 513  | Червонозаводське, м. | Пам'ятник Леніну Володимиру Іллічу (іст.) | історія     |           | ленін       |
| 514  | Червонозаводське, м. | Будинок двокласної земської школи (архітектура, іст.) | історія     |           |             |
| 515  | Шевченкове, с.       | Курганний могильник (археол.) | археологія  |           | курган      |
| 516  | Шевченкове, с.       | Пам'ятний знак полеглим землякам (іст.) | історія     |           | (1941—1945) |
| 517  | Шевченкове, с.       | Будинок однокласної земської школи (архітектура, іст.) | історія     |           |             |
| 518  | Шевченки, с.         | Курган (археол.) | археологія  |           | курган      |
| 519  | Шевченки, с.         | Братські могили (2) радянських військовополонених (іст.) | історія     |           | (1941—1945) |
| 520  | Шкадретів, с.        | Поселення доби бронзи, селище черняхівської культури, рештки хутору середини — другої половини XVIII ст. (археол.) | археологія  |           |             |
| 521  | Шкадретів, с.        | Пам'ятний знак полеглим землякам (іст.) | історія     |           | (1941—1945) |
| 522  | Шмиглі, с.           | Курганний могильник (археол.) | археологія  |           | курган      |
| 523  | Шмиглі, с.           | Курган І (археол.) | археологія  |           | курган      |
| 524  | Шмиглі, с.           | Курган II (археол.) | археологія  |           | курган      |
| 525  | Шмиглі, с.           | Пам'ятний знак полеглим землякам (іст.) | історія     |           | (1941—1945) |
| 526  | Юсківці, с.          | Курганний могильник І (археол.) | археологія  |           | курган      |
| 527  | Юсківці, с.          | Курганний могильник II (археол.) | археологія  |           | курган      |
| 528  | Юсківці, с.          | Курганний могильник III (археол.) | археологія  |           | курган      |
| 529  | Юсківці, с.          | Курган І (археол.) | археологія  |           | курган      |
| 530  | Юсківці, с.          | Курган II (археол.) | археологія  |           | курган      |
| 531  | Юсківці, с.          | Курган III (археол.) | археологія  |           | курган      |
| 532  | Яблунівка, с.        | Курган І (археол.) | археологія  |           | курган      |
| 533  | Яблунівка, с.        | Курган II (археол.) | археологія  |           | курган      |
| 534  | Яблунівка, с.        | Курган III (археол.) | археологія  |           | курган      |
| 535  | Яблунівка, с.        | Братська могила радянських воїнів, пам'ятний знак полеглим землякам (іст.) | історія     |           | (1941—1945) |
| 536  | Яблунівка, с.        | Могила радянського воїна (іст.) | історія     |           | (1941—1945) |
| 537  | Яблунівка, с.        | Пам'ятний знак жертвам Голодомору 1932—1933 рр. (іст.) | історія     |           | (1932—1933) |
| 538  | Яблунівка, с.        | Будинок двокласної земської школи (архітектура, іст.) | історія     |           |             |
| 539  | Яремівщина, с.       | Курганний могильник І (археол.) | археологія  |           | курган      |
| 540  | Яремівщина, с.       | Курганний могильник II (археол.) | археологія  |           | курган      |
| 541  | Яремівщина, с.       | Курганний могильник III (археол.) | археологія  |           | курган      |
| 542  | Яремівщина, с.       | Курганний могильник IV (археол.) | археологія  |           | курган      |
| 543  | Яремівщина, с.       | Курган І (археол.) | археологія  |           | курган      |
| 544  | Яремівщина, с.       | Курган II (археол.) | археологія  |           | курган      |
| 545  | Яремівщина, с.       | Курган III (археол.) | археологія  |           | курган      |
| 546  | Яремівщина, с.       | Курган IV (археол.) | археологія  |           | курган      |
| 547  | Яхники, с.           | Дуб черешчатий — ботанічна пам'ятка природи місцевого значення (природа) | природа     |           | дуби        |
| 548  | Яхники, с.           | Братська могила радянських воїнів, пам'ятний знак полеглим землякам (іст.) | історія     |           | (1941—1945) |
| 549  | Яхники, с.           | Братська могила радянських воїнів (іст.) | історія     |           | (1941—1945) |
| 550  | Яхники, с.           | Могили жертв Голодомору 1932—1933 рр. (іст.) | історія     |           | (1932—1933) |
| 551  | Яхники, с.           | Будинок школи, в якій навчався Ногін Іван Павлович (іст.) | історія     |           |             |
| 552  | Яхники, с.           | Меморіальна дошка на честь Героя Радянського Союзу Д. П. Шингирія (іст.) | історія     |           |             |
| 553  | Яшники, с.           | Пам'ятний знак полеглим землякам (іст.) | історія     |           | (1941—1945) |
| 554  | Яшники, с.           | Братська могила радянських воїнів (іст.) | історія     |           | (1941—1945) |
| 555  | Яшники, с.           | Могили жертв Голодомору 1932—1933 рр. (іст.) | історія     |           | (1932—1933) |